# Burton Overy
Burton Overy – wieś w Anglii, w hrabstwie Leicestershire, w dystrykcie Harborough. Leży 13 km na południowy wschód od miasta Leicester i 132 km na północny zachód od Londynu.